# ブリヤート人

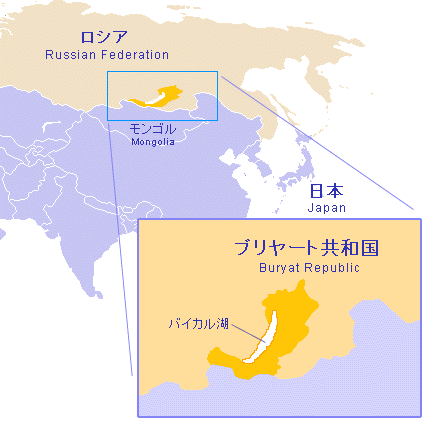
ブリヤート共和国とモンゴル国の位置関係。ブリヤート共和国はバイカル湖の東と南を囲むように位置し、モンゴル国の北部に接するロシア連邦を構成する共和国

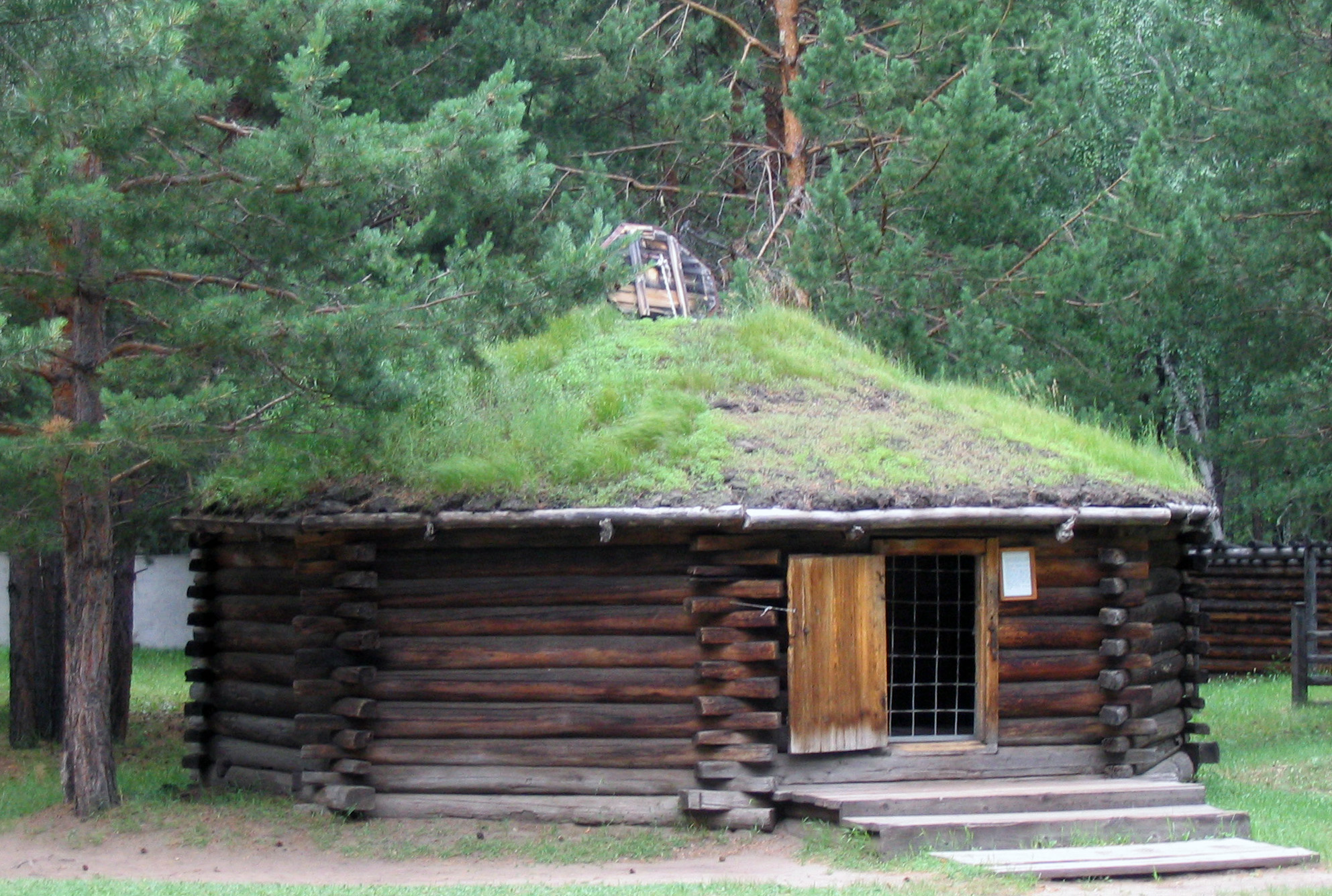
ブリヤートの伝統的な木造ユルト（ロシア語Yurt:円形移動式テント、モンゴル遊牧民のゲルにあたる）。
撮影：ウラン・ウデの民族博物館

ブリヤート人（ブリヤート語: Буряад、ロシア語: Буряты）は、ロシア連邦やモンゴル国、中華人民共和国に住むモンゴル系民族。ロシア連邦内の人口は445,175人で、とりわけブリヤート共和国には全人口の約4分の1が居住している。白人であるロシア人による混血が進む（後述）。

## 概要
居住地域は、ロシア連邦内ではブリヤート共和国を中心にウスチオルダ・ブリヤート自治管区、アガ・ブリヤート自治管区など。そのほかモンゴル国の北部、中華人民共和国内モンゴル自治区のハイラル区近辺（シネヘン）にも居住している。
バイカル湖の東に住む者と、西に住む者とでは、かなりの違いがある。東に住む者は、固有の文化を維持し、ロシア人との混血が進んでいないのに対し、西に住む者は、生活がロシア化され、ロシア人との混血が進んでいる。
ブリヤート人が住むブリヤート共和国の国旗には、モンゴルの国旗にも歴代採用されてきたソヨンボから取った天体を表すシンボルがあったり、ウスチオルダ・ブリヤート自治管区の旗にも、三脚巴（argabarと呼ばれる紋章）の周囲に天体のようなものが描かれている。またアガ・ブリヤート自治管区の紋章には、まさに「太陽」が描かれている。
2022年2月24日に始まったロシアのウクライナ侵攻においてはロシア連邦政府は優先的に貧困層と少数民族から募兵しており、ブリヤート人もそうした経済的徴兵の被害に遭っている

## 始祖伝承
モンゴル族の先祖はバイカル湖の周辺で定着し始めてから、草原地帯へ進行したという。ブリヤート人はモンゴル族の一部であるが、『元朝秘史』では「蒼き狼」と「白黄色の牝鹿」がバイカル湖から横断して草原へ移動してモンゴル民族が発足したとする。
Y染色体ハプログループは、バルガ・ダウール・カルムイク等他のモンゴル系諸族と同じくハプログループC2 (Y染色体)とハプログループN (Y染色体)が多い。但し、ハプログループC2の中でもC-M407というサブクレードに属す男性が極めて多いという点はブリヤート及びバルガ・ハムニガン・ソヨトに共通しており、C-M407はモンゴル人（ハルハ族）及びカルムイク人では一割ほど、ダウール族に至っては僅か1%の男性が属している。なお、ブリヤート共和国東部のキジンギンスク地区・エラヴニンスク地区及びザバイカリエ地方のブリヤートはハプログループC2よりもハプログループN1c1（N-M46/N-M178）が多いという研究結果が発表されている。

## ギャラリー

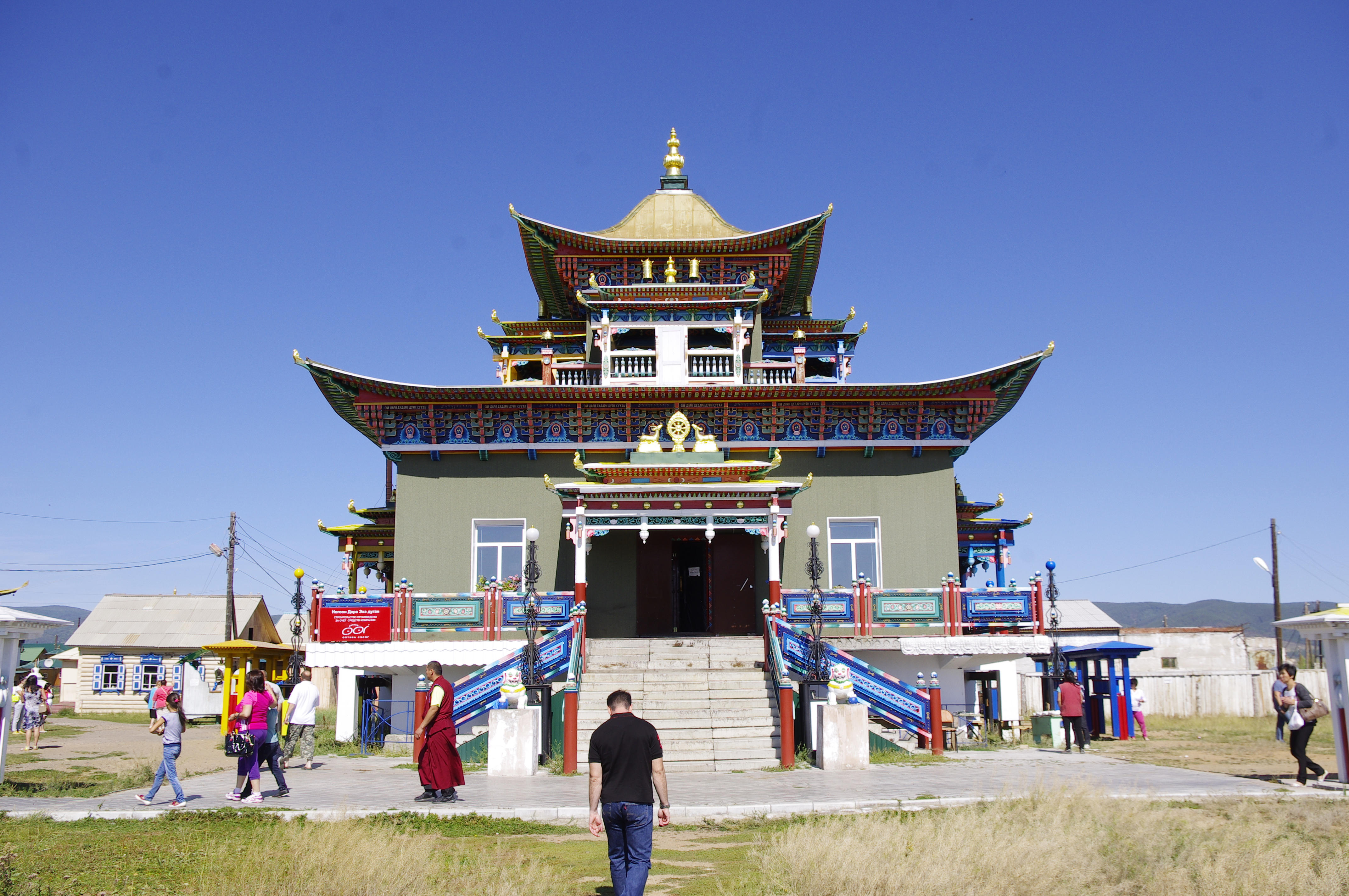
仏教寺院イヴォルギンスキー・ダツァン
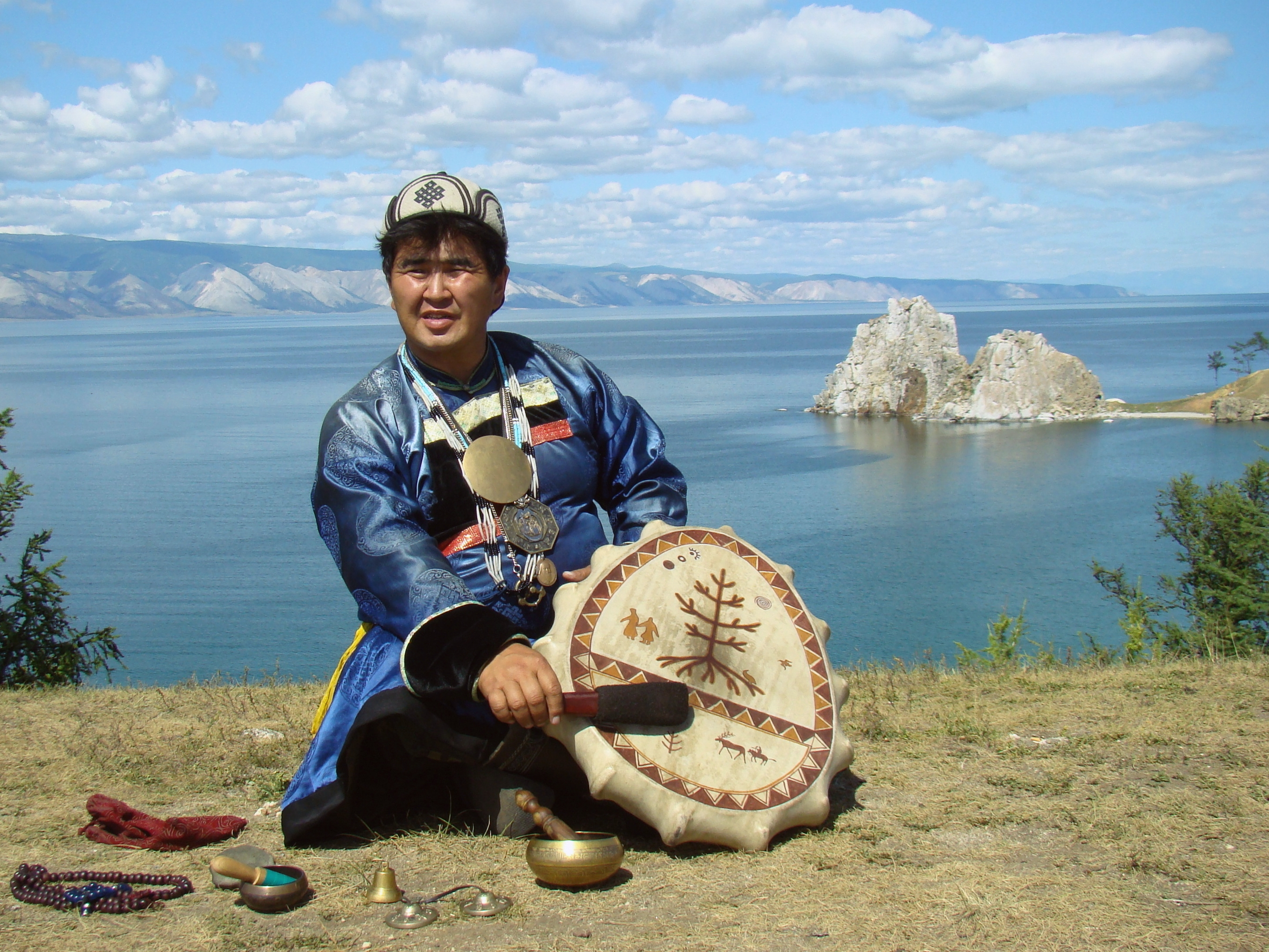
バイカル湖に浮かぶオリホン島のブリヤート人シャーマン

## 有名人
- ユーリー・エハヌロフ：ウクライナの政治家、旧首相。
- ゴンボジャブ・ツィビコフ：ロシアの探検家、チベット学、仏教学者
- ダシ＝ドルジョ・イチゲロフは、ブリヤート族出身のラマ僧である。現在でも彼の遺体はブリヤート共和国のイヴォルギンスキー・ダツァンに収められている。
- ウルジン・ガルマーエフ：ロシア革命時の白軍や、満州国軍に所属した軍人。
- アグワン・ドルジェフ：ダライ・ラマ13世の側近。
- イリナ・パンタエヴァ：ファッションモデル、女優
- 大露羅敏：大相撲力士